# 7727 Chepurova
7727 Chepurova è un asteroide della fascia principale. Scoperto nel 1975, presenta un'orbita caratterizzata da un semiasse maggiore pari a 2,3587244 UA e da un'eccentricità di 0,1462148, inclinata di 3,54882° rispetto all'eclittica.